# Жеженчыце (остановочный пункт)
Жеженчыце (пол. Rzerzęczyce) — остановочный пункт в селе Жеженчыце в гмине Кломнице, в Силезском воеводстве Польши. Имеет 2 платформы и 2 пути.
Остановочный пункт на железнодорожной линии Варшава — Катовице, построен в 1950 году.